# 7th Time Loop: The Villainess Enjoys a Carefree Life Married to Her Worst Enemy!
7th Time Loop: The Villainess Enjoys a Carefree Life Married to Her Worst Enemy! (jap. ループ7回目の悪役令嬢は、元敵国で自由気ままな花嫁生活を満喫する Loop 7-kaime no Akuyaku Reijō wa, Moto Tekikoku de Jiyū Kimamana Hanayome Seikatsu o Mankitsu Suru) ist ein japanischer Online-Fortsetzungsroman von Tōko Amekawa, der seit 2020 erscheint und seither in mehrere andere Medien umgesetzt wurde. Adaptionen als Light Novel, Manga und Anime wurden international veröffentlicht, Light Novel und Manga erschien auch auf Deutsch.

## Inhalt
Nachdem sie von ihrem Verlobten Prinz Dietrich zurückgewiesen wurde, floh Rishe Imgard Weltzner aus ihrem Heimatland. Seither wurde sie bereits sieben Mal wiedergeboren. Sie hatte schon allerlei unterschiedliche Leben hinter sich, von Händlerin bis Schwertkämpferin. Doch jedes Mal starb sie im Alter von Zwanzig und startete erneut fünf Jahre früher zum Zeitpunkt ihrer Flucht vor dem Verlobten. Nun will sie es eigentlich endlich ruhig angehen lassen. Ihre Tode hatten immer mit dem Ausbruch eines Krieges zu tun, also will sie nun den vom Kaiser von Gankheim ausgelösten Krieg verhindern. Der bietet ihr als Prinz Arnold Hein just die Ehe an, also muss sie ihn heiraten, um ihren Tod zu verhindern. Doch kennt sie ihn nur als tyrannischen Kaiser und ist daher unglücklich darüber, zumal er der Mörder ihrer früheren Selbsts ist.

## Literarische Veröffentlichungen
Die von Tōko Amekawa geschriebene Geschichte erscheint seit Februar 2020 im Online-Portal Shōsetsuka ni Narō. Im Oktober 2020 startete beim Verlag Overlap eine Umsetzung als Light Novel mit Illustrationen von Wan Hachipisu. Diese umfasst bisher sechs Bände. Diese erscheinen auch auf Englisch bei Seven Seas Entertainment und auf Deutsch bei Dokico.
Eine Adaption der Geschichte als Manga, geschaffen von Hinoki Kino, wird ebenfalls von Overlap veröffentlicht. Die Serie startete im Dezember 2020 im Online-Magazin Comic Gardo und wurde auch in bisher sieben Sammelbänden herausgegeben (Stand: Oktober 2024). Eine deutsche Übersetzung von Yvonne Jidoi erscheint seit August 2024 bei Dokico in bisher vier Bänden (Stand August 2025). Seven Seas Entertainment bringt eine englische Fassung heraus und Magic Press eine italienische.

## Animeserie
Unter der Regie von Kazuya Iwata entstand bei den Studios Hornets und Studio Kai eine Umsetzung der Geschichte als Anime für das japanische Fernsehen. Die Drehbücher schrieb Tōko Machida. Das Charakterdesign wurde von Kenichi Ōnuki adaptiert, die künstlerische Leitung lag bei Nobuhisa Ogiso und für die Kameraführung war Masashi Uoyama verantwortlich. Die 3D-Animationen leitete Norimitsu Hirosawa und für den Ton war Hiroto Morishita verantwortlich.
Der Anime wurde im August 2023 erstmals angekündigt. Die zwölf Folgen mit je 23 Minuten Laufzeit wurden ab dem 7. Januar 2024 von den Sendern AT-X, Tokyo MX und BS11 ausgestrahlt. Die letzte Folge wurde am 24. März 2024 gezeigt. Parallel zur japanischen Ausstrahlung wurde der Anime international per Streaming auf der Plattform Crunchyroll veröffentlicht. Es wurden Fassungen mit japanischem Ton und Untertiteln unter anderem auf Deutsch, Spanisch, Französisch und Italienisch herausgegeben sowie später Synchronfassungen auf Englisch und Portugiesisch.

### Synchronisation
| Rolle                     | japanische Stimme (Seiyū) |
| ------------------------- | ------------------------- |
| Rishe Imgard Weltzner     | Ikumi Hasegawa            |
| Arnold Hein               | Nobunaga Shimazaki        |
| Michel Evan               | Daisuke Ono               |
| Kyle Morgan Crevary       | Katsumi Fukuhara          |
| Theodor August Hein       | Mariya Ise                |
| Elsie                     | Minami Tsuda              |
| Kaine Tully               | Shinnosuke Tachibana      |
| Oliver Laurents Friedheim | Shunichi Toki             |

### Musik
Die Musik der Serie wurde komponiert von Ryūnosuke Kasai und Satoshi Hōno. Das Vorspannlied ist Another Birthday von Shunichi Toki und für den Abspann verwendete man das Lied Kienai von The Binary.